# Argyripnus atlanticus
Argyripnus atlanticus är en fiskart som beskrevs av Maul 1952. Argyripnus atlanticus ingår i släktet Argyripnus och familjen pärlemorfiskar. Inga underarter finns listade i Catalogue of Life.